# Hermann Nacke
Hermann Nacke (* 19. März 1920 in Jena; † 12. April 2008) war ein deutscher Leichtathlet, der in den 1940er Jahren als Hochspringer und als Mehrkämpfer erfolgreich war. Er sprang deutschen Rekord und gewann viermal bei Deutschen Meisterschaften:
- 1940: Meister
- 1941: Meister
- 1942: Dritter
- 1943: Vizemeister
- 1947: Vizemeister im Hochsprung, Meister im Fünfkampf
- 1948: Vizemeister im Hochsprung und im Fünfkampf
- 1949: Meister
- 1950: Vizemeister
- 1952: Vizemeister

In den Jahren 1944 und 1945 wurden keine Deutschen Meisterschaften ausgetragen.
Am 28. August 1944 gelang Hermann Nacke in Kiel ein Sprung über 2,01 m, mit dem er die sieben Jahre alte Bestmarke von Gustav Weinkötz um einen Zentimeter verbesserte. Dieser Rekord hatte 13 Jahre lang Bestand – erst 1957 schraubte ihn der Leipziger Günter Lein auf 2,02 m.
Gelegenheit zur Teilnahme an internationalen Wettkämpfen hatte Hermann Nacke nicht. Die Olympischen Spiele der Jahre 1940 und 1944 fielen kriegsbedingt aus, und zu den Spielen 1948 in London wurden ebenso wie zu den Europameisterschaften 1946 in Oslo und 1950 in Brüssel keine deutschen Athleten eingeladen.
Bei den Olympischen Spielen 1952 in Helsinki gewannen bundesdeutsche Leichtathleten, die DDR hatte keine Sportler entsenden dürfen, insgesamt acht Medaillen. Für den Hochsprungwettkampf war jedoch kein deutscher Teilnehmer gemeldet worden, auch nicht der amtierende deutsche Meister Werner Bähr.
Hermann Nacke startete für den TSM Otto Schott Jena, ab 1942 für den Marine SV Kiel und in der Nachkriegszeit für den PSV Kiel.